# Diplolophium
Diplolophium es un género de plantas herbáceas perteneciente a la familia de las apiáceas.  Comprende 12 especies descritas y de estas, solo 7 aceptadas.

## Taxonomía
El género fue descrito por Porphir Kiril Nicolai Stepanowitsch Turczaninow y publicado en Bulletin de la Société Impériale des Naturalistes de Moscou 20(1): 173. 1847. La especie tipo es: Diplolophium africanum Turcz.	

## Especies
A continuación se brinda un listado de las especies del género Diplolophium aceptadas hasta septiembre de 2012, ordenadas alfabéticamente. Para cada una se indica el nombre binomial seguido del autor, abreviado según las convenciones y usos.
- Diplolophium africanum Turcz.
- Diplolophium boranense Bidgood & Vollesen
- Diplolophium buchananii (Benth. ex Oliv.) C.Norman
- Diplolophium diplolophioides (H.Wolff) Jacq.-Fél.
- Diplolophium marthozianum P.A.Duvign.
- Diplolophium somaliense Verdc.
- Diplolophium zambesianum Hiern